# Popples
Popples (conocida en Hispanoamérica como Bombitas) es una serie de televisión animada, basada en los juguetes Popples, creada por Marie Cisterino, Janet Jones, Fran Kariotakis, Janet Redding y Susan Trentel, que se transmitió en sindicación en los Estados Unidos de 1986 a 1987. La caricatura fue producida por DIC Enterprises y LBS Communications en asociación con The Maltese Companies.
Al igual que los juguetes en los que están basados, los Popples se parece a coloridos osos de peluche con colas largas y puntas de pompón, tienen bolsas en sus espaldas que les permite acurrucarse en forma de bola. Todos los Popples tartamudean cuando  dicen palabras con la letra "P". El nombre "Popple" es una referencia al sonido de estallido que hacen cuando se despliegan de una bola a su estado original o cuando sacan objetos de sus bolsas. Las bolsas de los Popples tienen capacidad ilimitada, pudiendo sacar objetos que a primera vista no cabrían. Es como un área de almacenamiento extradimensional. En 'Popples Alley', uno de sus amigos humanos mira en el interior de sus bolsas y ve numerosos objetos flotando en el vacío.
Nueve de los Popples viven con unos hermanos humanos, Billy y Bonnie Wagner. Estos hermanos piensan que son los únicos niños que conviven con Popples hasta que una familia vecina se muda y comprueban que con ellos viven otros Popples: Los Rock Stars (Punkster y Punkity), Pufflings y Babies. Los Popples tienden a que las actividades de niños se salgan de las manos, pero con resultados beneficiosos al final. La trama giraba en torno a los esfuerzos de los niños por ocultar la existencia de los Popples a los adultos, aunque los padres de Wagner descubren su existencia en el episodio piloto.
Popples también tuvo una serie de cómic de Star Comics (una impresión de Marvel Comics).
Actualmente hay una nueva serie en Netflix, basada en estos personajes, que se estrenó en octubre de 2015.

## Personajes

### Humanos
- Bonnie Wagner: Es la hermana mayor de Billy, ella intenta controlar las situaciones caóticas que suelen provocar los Popples.
- Billy Wagner: Es el hermano menor de Bonnie, él no parece molesto por las payasadas de los Popple.
- Ellen Wagner: Es la madre de Bonnie y Billy, ella desconoce la existencia de los Popple, excepto en el episodio piloto. Su rostro generalmente no se ve.
- Danny Wagner: Es el padre de  Bonnie y de Billy,  también inconsciente de los Popple, exceptúa en el episodio piloto. Aparece menos de su mujer, y su cara es normalmente oculta, como su mujer.
- Mike: Uno de los hermanos que se mudó junto a los Wagner en la segunda temporada, junto con otros Popple.
- Penny: La hermana de Mike.

Cabe destacar que Mike y Penny son de raza negra como una manera de eliminar la barrera de la discriminación racial.

### Popples que viven con Billy y Bonnie
- Pretty Cool (PC): Es grande y azul, quien sirve como el codirigente del grupo junto con Party. Aunque le encanta divertirse, nunca deja que las cosas se salgan de control y es probablemente el miembro más sensato del grupo. También tiene un chasquido de dedo mágico que puede desencadenar todo tipo de sorpresas interesantes. PC apareció en 40 episodios.
- Party (Fiesta): Es de color rosa y es literalmente un animal de fiesta. Ella encontrará una razón para festejar en cualquier momento del día o de la noche y siempre está sacando sombreros de fiesta y confeti de su bolsa. Party sirve como Popple principal, ya que aparece en 41 de los 46 episodios del programa y en el logo de Popples.
- Pancake (Panqué): Color magenta oscuro (granate) que es muy dulce y cariñoso. Le gusta hacerle cosquillas a Billy y Bonnie con la cola y siempre sabe qué hacer para animar a alguien. Pancake tuvo la menor cantidad de apariciones de los nueve Popples originales, apareciendo en solo 10 episodios.
- Puzzle (Adivinanza/Acertijo): Popple naranja, es el ratón de biblioteca del grupo. Le gusta leer y es bastante inteligente, pero aun así tiene un gran sentido del humor. Rompecabezas también demuestra ser un buen nadador. Apareció en 15 episodios.
- Prize (Premio): De color rosa fuerte, que es muy vanidosa y se enorgullece de su apariencia. Está un poco enamorada de la PC, habla con una voz como la de Marilyn Monroe y sueña con ser una estrella de cine. Apareció en 15 episodios.
- Puffball (Borlita): Popple blanco a quien le encanta hace ventriloquia. Es muy hábil imitando voces para engañar a la gente y a Popples por igual. También odia ensuciarse el pelaje blanco y se esfuerza por mantenerse limpia. Puffball apareció en 15 episodios.
- Putter (Holgazán): Pequeño Popple verde, es algo hiperactivo y tiene tendencia a hacer bromas pesadas pero es muy juguetón. Putter tiene una habilidad especial para arreglar e inventar cosas, pero no siempre funcionan como él espera. Putter tuvo la mayor cantidad de apariciones fuera de los dos Popples principales, apareciendo en 25 episodios.
- Potato Chip (Comelona): Pequeño Popple amarillo al que le encanta comer bocadillos. Dulce, agrio o salado, Potato Chip los ama a todos y tiene un gran apetito pora ser un Popple tan pequeño. También tiene talento para imitar sonidos y efectos de sonido. Potato Chip apareció en 18 episodios.
- Pretty Bit (Pedacito): Pequeño Popple violeta que casi siempre habla en rima. Es más tímida que la mayoría de los Popple, pero sigue siendo muy leal a sus amigos. Disfruta de la poesía y también es experta en modales y etiqueta. Pretty Bit apareció en 11 episodios.

### Popples que viven con Mike & Penique
- Punkster: Uno de los Popples del punk-rockstar. Punkster es azul, usa una capa rosa y amarilla y lleva una guitarra, y tiene un rayo en su barriga. Se le considera como Papa Popple por los bebés Popples. Siempre aparece con Punkity y apareció en 15 episodios.
- Punkity: La otra estrella del punk-rock Popple. Punkity es magenta, usa un accesorio para el cabello verde y aretes y lleva un micrófono o pandereta, y tiene una estrella en su barriga. Ella es considerada como Mama Popple por los bebés Popples. Siempre aparece con Punkster y apareció en 15 episodios.
- Bibsy: Uno de los bebes Popples (bombibebés). Bibsy es de color blanco, lleva un babero morado y blanco con botines y gorro de estampado de estrellas. Apareció en 14 episodios.
- Cribsy: Es otro bebe Popple. Cribsy es rosa y usa un sombrero de rayas blancas y azules con un babero y botines a juego e incluso sus párpados son azules. Fue pesentado en 14 episodios.
- Pufflings (Bombiduendes): Son una subespecies de Popples más pequeños no pueden hablar, pero se comunican con los demás con un gorjeo agudo. A los Pufflings les gusta saltar y rebotar y, a veces, dan etiquetas de broma que uno de los Popples leerá en voz alta. Los seis Pufflings tienen pelaje blanco, azul oscuro, rojo, morado, azul claro y amarillo.

### Popples deportivos
Este fue un grupo de seis Popples con temas deportivos que aparecieron en solo dos episodios: "Decatha-Pop-A-Lon Popples" (en el que aparecieron los seis) y "Popple Cheer" (en el que aparecieron todos menos Cuester). El único personaje previamente establecido con el que han hecho contacto es Bonnie, en la última caricatura, donde explican que son "nuevos en el vecindario". Ambos son interpretados por Danny Mann.
Los Popples deportivos se especializan en un deporte, usan un atuendo basado en ese deporte y se pliegan en un tipo apropiado de pelota. Incluso sus colas tienen forma de pelotas deportivas:
- Big Kick es un jugador de fútbol que se convierte en una pelota de fútbol.
- Cuester es un jugador de billar que se convierte en una bola 8 y apareció en "Decatha-Pop-A-Lon Popples"..
- Dunker es un jugador de baloncesto de extremidades largas que se convierte en pelota de baloncesto.
- Net Set es un jugador de tenis que se convierte en una pelota de tenis.
- Pitcher (Lanzador) es un jugador de béisbol que se convierte en pelota de béisbol.
- Touchdown (T.D.) es un jugador de fútbol americano.

## Voces y actores de doblaje
| Personaje   | original                                                      | Español (americano)                          | Español (castellano) |
| ----------- | ------------------------------------------------------------- | -------------------------------------------- | -------------------- |
| Bonnie      | Barbara Redpath (1ª temporada) Valri Bromfield (2ª temporada) | Patricia Acevedo                             | Aurora Ferrándiz     |
| Billy       | Noam Zylberman (1ª temporada) Valri Bromfield (2ª temporada)  | Araceli de León                              | Viky Martínez        |
| Mamá        | Diane Fabian (1ª temporada) n/a (2ª temporada)                | n/a                                          | Rebeca Romer         |
| Mike        | n/a (1ª temporada) Valri Bromfield (2ª temporada)             | n/a                                          | n/a                  |
| Penny       | n/a (1ª temporada) Jeannie Elias (2ª temporada)               | n/a                                          | María Josep Guasch   |
| Party       | Louise Vallance                                               | Luis Alfonso Mendoza Rocío Prado (dos caps.) | Aurora García        |
| PC          | Hadley Kay                                                    | Mónica Manjarrez                             | Alicia Laorden       |
| Panqueque   | Pauline Rennie                                                | Patricia Acevedo                             | n/a                  |
| Prize       | Stevie Vallance                                               | n/a                                          | Victoria ramos       |
| Puffball    | Louise Vallance                                               | Isabel Martiñón Araceli de León (un cap.)    | Belén Roca           |
| Puzzle      | Dan Hennessey                                                 | Gabriel Cobayassi                            | Dionisio Macías      |
| Pretty Bit  | Linda Sorenson                                                | n/a                                          | n/a                  |
| Putter      | Len Carlson                                                   | n/a                                          | Susana Macías        |
| Potato chip | Jazmin Lausanne                                               | Maru Guerrero                                | n/a                  |
| Punkster    | n/a (1ª temporada) Danny Mann (2ª temporada)                  | n/a                                          | n/a                  |
| Punkity     | n/a (1ª temporada) Louise Vallance (2ª temporada)             | n/a                                          | n/a                  |

## Episodios
Popples transmitió 47 episodios, incluido el piloto, con dos segmentos contenidos en cada programa de media hora. Tanto las intros como los finales de la temporada son diferentes.

### Streaming
A partir de 2020, el programa se puede encontrar en Pluto TV y bajo demanda en CBS All Access.